# Diana Ewert
Diana Ewert (* 1960 in Hagen) ist eine deutsche Juristin und Kanzlerin der EBZ Business School. Von 2015 bis 2017 war sie Regierungspräsidentin in Arnsberg.

## Leben
Ewert absolvierte von 1978 bis 1985 ein Studium der Rechtswissenschaft an der Ruhr-Universität Bochum, das sie mit dem Zweiten Juristischen Staatsexamen abschloss. Sie trat als Regierungsrätin in den Verwaltungsdienst der Bezirksregierung Münster ein und war dort von 1989 bis 1995 Dezernentin für Schulbau und für Aus- und Fortbildung sowie Leiterin der Geschäftsstelle des Bezirksplanungsrates. Von 1996 bis 1998 war sie Kanzlerin der Fachhochschule für öffentliche Verwaltung Nordrhein-Westfalen mit Sitz in Gelsenkirchen. 1998 wechselte sie erstmals zur Bezirksregierung Arnsberg, wo sie bis 2002 als Personalhauptdezernentin tätig war. Von 2002 bis 2003 leitete sie die Fortbildungsakademie des Innenministeriums in Herne und von 2003 bis 2006 das Personalreferat der Staatskanzlei des Landes Nordrhein-Westfalen in Düsseldorf.
Ewert war von 2006 bis 2009 bei der Bezirksregierung Arnsberg als Leiterin zweier Abteilungen tätig, von 2006 bis 2008 leitete sie die Abteilung für Raumordnung, Regionalplanung und Wirtschaft und von 2008 bis 2009 die Abteilung für Umwelt und Arbeitsschutz. In der Zeit von 2009 bis 2010 übernahm sie die Leitung der Abteilung für Regionale Entwicklung, Kommunalaufsicht und Wirtschaft bei der Bezirksregierung Münster.
Von Oktober 2010 bis August 2015 war sie als Polizeipräsidentin des Polizeipräsidiums Bochum für die Behörden in Bochum, Herne und Witten zuständig.
Am 1. September 2015 wurde sie zur Nachfolgerin des in den Ruhestand getretenen Gerd Bollermann Regierungspräsidentin des Regierungsbezirks Arnsberg. Zum 1. September 2017 wurde Diana Ewert entlassen.
Diana Ewert ist Kanzlerin der EBZ Business School und in dieser Funktion Beauftragte für den Haushalt der Hochschule.